# Таро (река)
Та́ро — река в северной Италии, правый приток реки По, длиной 126 км. Почти целиком протекает по провинции Парма, к западу от города Парма. Впадает в По севернее города Парма.

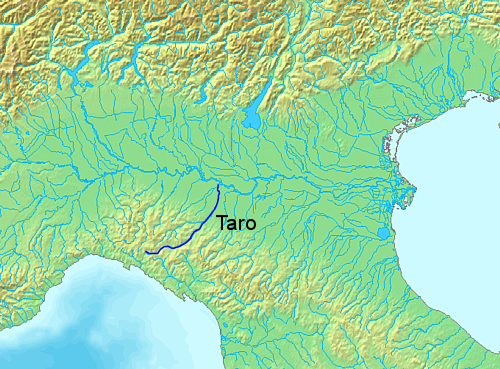
Расположение на карте Италии

Наиболее важные притоки: Чено (итал. Ceno), Реккио (итал. Recchio) и Стироне (итал. Stirone). Таро и Чено стекают с горы Монте Пенна (итал. Monte Penna), расположенной в Апеннинских горах в провинциях Генуя и Парма.
Двадцатикилометровый участок Таро между Форново ди Таро (итал. Fornovo di Taro) и Понте Таро (итал. Ponte Taro) составляют региональный естественный парк Таро, образованный многочисленными песчаными и гравийными островами с разнообразной флорой и фауной.

## История земель
В средние века долина Таро играла стратегическую роль — по ней проходила Виа Франчигена (Via Francigena), дорога, связывавшая Рим и Францию в те времена.
7 июля 1495 года здесь состоялось одно из сражений Первой итальянской войны — Битва при Форново.
Во времена наполеоновских войн, когда Италия была захвачена Францией, река давала имя департаменту Таро.